# Hôtel de la Marine

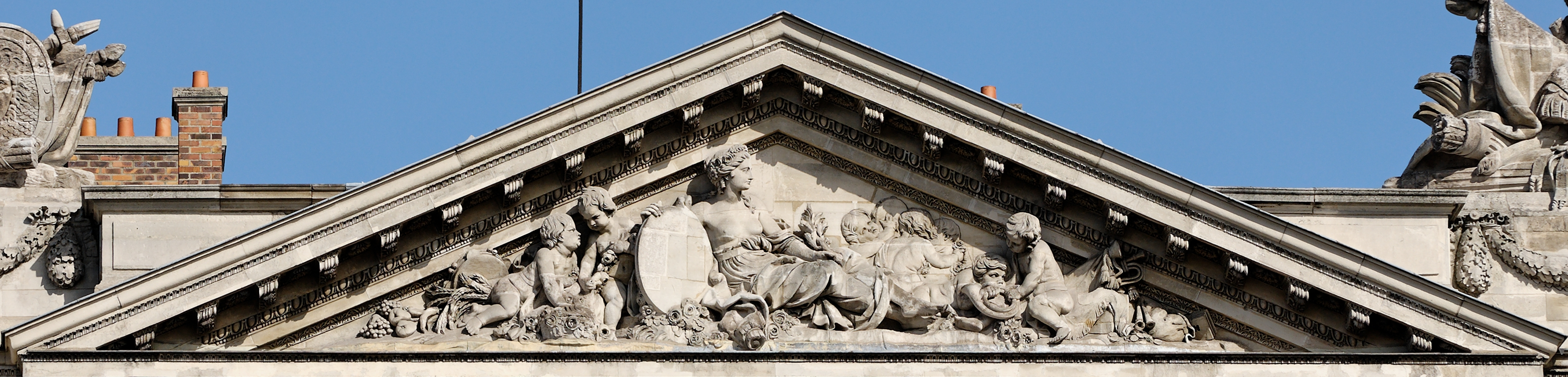
La Félicité publique, frontone destro dell'hôtel de la Marine

L' hôtel de la Marine (noto anche come hôtel du Garde-Meuble) è un edificio storico in place de la Concorde a Parigi, ad est di rue Royale. Fu costruito tra il 1757 e il 1774 su quella che allora era conosciuta come place Louis XV, con una facciata di Ange-Jacques Gabriel, primo architetto del re e progettista della piazza. L'edificio identico a ovest ospita ora l'hôtel de Crillon.

## Contesto
La costruzione fu guidata da Jacques-Germain Soufflot. I suoi due frontoni contengono allegorie di Magnificenza e Felicità di Guillaume II Coustou e Michel-Ange Slodtz.
L'edificio originariamente apparteneva interamente alla Corona, in un primo momento utilizzato dai Garde-Meuble, le cui gallerie erano aperte al pubblico dalle 9 alle 13 il primo martedì di ogni mese tra Pasqua e Ognissanti. Ospitava anche una cappella, una biblioteca, laboratori, stalle e molti appartamenti, tra cui quelli dell'intendente della Garde-Meuble - prima Pierre-Élisabeth de Fontanieu (1767–1784), poi Marc-Antoine Thierry de Ville-d'Avray (1784-1792).
Quando il governo fu costretto a unirsi a Luigi XVI nel lasciare Versailles e stabilirsi nel palazzo delle Tuileries, il secrétaire d'État à la Marine, César Henri de la Luzerne, fu ospitato al Garde-Meuble da suo cugino Thierry de Ville d'Avray. Così, dal 1789, ospitò il ministero della Marina. Guidato dall'ammiraglio Denis Decrès, il ministero ampliò notevolmente i suoi uffici fino a occupare l'intero edificio.
Il magnifico arredo interno di Jacques Gondouin, ispirato da Piranesi, fu un importante passo avanti nel gusto settecentesco, ma fu profondamente stravolto dai cambiamenti sotto il Secondo Impero francese, sebbene i grands salons d'apparat e la Galerie Dorée conservino ancora alcuni degli elementi originari.
Dopo la caduta della Francia nel giugno del 1940, la Kriegsmarine, le forze navali della Germania nazista, stabilirono qui il loro quartier generale, che sarebbe rimasto fino a quando la Kriegsmarine non dovette evacuare la sua presenza in città a causa del deterioramento della posizione strategica nell'agosto del 1944.
L'edificio ha ospitato il personale navale francese fino al 2015, dopodiché è stato avviato un programma di ristrutturazione.